# Амин Тугаи, Мохамед
Мохамед Амин Тугаи (араб. محمد أمين توقاي‎; род. 22 января 2000, Bourouba, Алжир) — алжирский футболист, защитник клуба «Эсперанс» и сборной Алжира.

## Клубная карьера
Тугаи — воспитанник клуба «НА Хуссейн Дей». 15 января 2019 года в матче против «УСМ Алжир» он дебютировал в алжирской Лиге 1. 26 мая в поединке против «МС Оран» Мохамед забил свой первый гол за «НА Хуссейн Дей». В начале 2020 года Тугаи перешёл в тунисский «Эсперанс». 19 февраля 2020 года в матче против «Бизертена» он дебютировал в алжирской Лиге 1. 27 октября 2021 года в поединке против «Сфаксьена» Мохамед забил свой первый гол за «Эсперанс». В составе клуба он трижды выиграл чемпионат и завоевал Кубок Туниса. 

## Международная карьера
4 декабря 2021 года в Кубка арабских наций 2021 против сборной Ливана Тугаи дебютировал за сборную Алжира. 7 декабря в поединке против сборной Египта он забил свой первый гол за национальную команду. 
В 2022 году Тугаи принял участие в Кубке Африки 2021 в Камеруне. На турнире он сыграл был запасным и на поле не вышел.
В 2024 году Тугаи во второй раз принял участие в Кубке Африки 2023 в Кот-д’Ивуаре. На турнире он сыграл в матче против команды Мавритании.

### Голы за сборную Алжира
| #   | Дата           | Место                        | Противник | Счёт | Результат | Соревнование              |
| --- | -------------- | ---------------------------- | --------- | ---- | --------- | ------------------------- |
| 01. | 7 декабря 2021 | Эль-Джануб, Эль-Вакра, Катар | Египет    | 1:0  | 1:1       | Кубок арабских наций 2021 |

## Достижения
Клубные
 «Эсперанс»
- Победитель тунисской Лиги 1 (3) — 2019/2020, 2020/2021, 2021/2022
- Обладатель Кубка Туниса — 2020/2021